# Caves Freixenet
Les Caves Freixenet és una obra noucentista de Sant Sadurní d'Anoia (Alt Penedès) protegida com a Bé Cultural d'Interès Local.

## Descripció
Gran nau central rectangular, flanquejada per dos cossos de tres pisos cadascun, el darrer amb galeria tancada. Cal destacar especialment el motiu ornamental de la façana, que és un gran plafó ceràmic amb el nom de les caves i motius referents al vi.